# Граф регулярных блужданий
Граф регулярных блужданий — простой граф, в котором число замкнутых блужданий любой длины от вершины в неё же не зависит от выбора вершины.

## Эквивалентные определения
Предположим, что {\displaystyle G} является простым графом. Пусть {\displaystyle A} означает матрицу смежности графа {\displaystyle G}, {\displaystyle V(G)} означает множество вершин графа {\displaystyle G}, а {\displaystyle \Phi _{G-v}(x)} означает характеристический многочлен подграфа {\displaystyle G-v} с удалённой вершиной {\displaystyle v\in V(G).} Следующие утверждения эквивалентны:
- {\displaystyle G} является графом регулярных блужданий.
- {\displaystyle A^{k}} является диагональной матрицей с константой по диагонали для всех {\displaystyle k\geqslant 0.}
- {\displaystyle \Phi _{G-u}(x)=\Phi _{G-v}(x)} для всех {\displaystyle u,v\in V(G).}

## Примеры
- Вершинно-транзитивные графы являются графами регулярных блужданий.
- Полусимметричные графы являются графами регулярных блужданий.
- Дистанционно-регулярные графы являются графами регулярных блужданий.
- Связный регулярный граф является графом регулярных блужданий, если[1].
  - Он имеет не более четырёх различных собственных значений.
  - Он свободен от треугольников и имеет не более пяти различных собственных значений.
  - Он двудольный и имеет не более шести различных собственных значений.

## Свойства
- Граф регулярных блужданий является обязательно регулярным.
- Дополнение графа регулярных блужданий является графом регулярных блужданий.
- Прямое произведение графов регулярных блужданий является графом регулярных блужданий.
- Тензорное произведение графов регулярных блужданий является графом регулярных блужданий.
- Сильное произведение графов регулярных блужданий является графом регулярных блужданий.
- В общем случае рёберный граф регулярных блужданий не является графом регулярных блужданий.